# 邓月楼
邓月楼（1960年3月—），内蒙古喀喇沁旗人。男，蒙古族。1984年7月参加工作，1984年6月加入中国共产党。内蒙古农牧学院草原系草原专业毕业。
1998年9月，任中共锡林郭勒盟盟委委员、盟委秘书长、办公室主任(期间：2000年6月-2000年12月在中国工商银行总行挂职，任住房信贷部副总经理) 。2004年6月，任中共锡林郭勒盟盟委副书记，纪委书记，盟委秘书长、办公室主任，盟直机关党工委书记。2004年9月，任中共锡林郭勒盟盟委副书记、纪委书记。2010年4月，任中共兴安盟盟委副书记、行署盟长。2013年4月，任内蒙古自治区人民政府秘书长。2016年12月，任内蒙古自治区人民政府秘书长，自治区民政厅党组书记。2017年1月，辞去内蒙古自治区政府秘书长职务，任内蒙古自治区民政厅长。
2013年，当选第十二届全国人民代表大会内蒙古地区代表。